# توپولنیتسا (صربستان)
توپولنیتسا (به صربی: Topolnica) یک منطقهٔ مسکونی در صربستان است که در ناحیه بور واقع شده‌است.